# UTC+13:00
| Južni poletni/severni standardni čas Morska območja | Severni poletni/južni standardni čas Standardni čas vse leto |

UTC+13:00 je časovni pas z zamikom +13 ur glede na univerzalni koordinirani čas (UTC). Ta čas se uporablja na naslednjih ozemljih (stanje v začetku leta 2016):

## Kot standardni čas (vse leto)

### Oceanija
- Kiribati
  - otočje Phoenix (naseljen je samo otok Kanton)
- Nova Zelandija:
  -  Tokelau
- Tonga

## Kot standardni čas (samo pozimi na južni polobli)

### Oceanija
- Samoa

## Kot poletni čas (južna polobla)

### Oceanija
- Fidži
- Nova Zelandija